# Лось (скульптура, Советск)
Лось — скульптурное произведение немецкого скульптора Людвига Фордермайера, установленное в городе Советск Калининградской области. Считается одним из исторических символов города.

## История создания
На территории юго-востока Тевтонского ордена рыцари занимались охотой за кабанами, зубрами, турами и лосями. 

В начале 20 века гумбинненский скульптор Рихард Фризе изготовил две скульптуры оленей, которые были установлены в Роминтской пуще. Он так же решил увековечить природу края в виде самого традиционного животного этих мест — лося. Будучи знакомым с мастером Людвигом Фордермайером, учеником Эдуарда Мане, Фризе вдохновил того изготовить скульптуру лося, а позже добился, чтобы городские власти Гумбиннена приобрели эту скульптуру и установили её. Фигура лося в центре Гумбиннена произвела впечатление и имела успех, а Людвиг Фордермайер, отмеченный вниманием, задумал отлить и второго лося. Осуществил задумку Людвиг в 1928 году. Премьер-министр Пруссии Отто Браун хотел подарить его своему родному городу Кёнигсбергу, но городские власти отказались. Тогда скульптура лося была преподнесена Тильзиту, как символ мира и величия края.

Скульптура «Лось»

Торжественная церемония открытия скульптуры лося в Тильзите произошла 29 июня 1928 года на площади Ангер (позже, Театральная площадь) между зданиями суда и театра. Скульптура стала популярной у жителей Тильзита. Лось стал городским символом, его изображение появилось на конвертах, фотографиях, открытках, посуде.
Скульптура лося стояла на невысоком постаменте и смельчаки «катались» на нём. Однажды после распития алкогольных напитков группа молодых людей покрестила скульптуру при помощи поллитра немецкого пива, дав ему имя «Густав». Традиция давать сохатым сохранилась, например, когда позже один лось стал мешать движению по одной из просёлочных дорог в Германии, местная пресса окрестила его именно «Густавом».
После Второй мировой войны, с 1947 года Лось стоял в городском парке у стадиона. В начале 1950-х годов скульптура была переправлена в Калининград и установлена в зоопарке. В 2007 году скульптуру Лося, вернули в Советск, установили в сквере напротив здания городской администрации.
Лосю неоднократно спиливали рога. В 1932 году в Тильзите с балкона выступал Гитлер. В знак протеста против его политики кто-то из горожан отпилил рог у бронзового зверя (потом приварили). В советское время кто-то отпилил у статуи один рог и сдал в металлолом; рог отыскали на базе утильсырья и снова приварили на место. После возвращения в Советск бронзовый гигант неоднократно страдал от действий вандалов, которые отпиливали ему рога. 
Сложилась легенда, что если накануне Нового года после заката солнца потереть Густаву бороду и загадать желание, оно обязательно сбудется.